# Hesperochernes montanus
Hesperochernes montanus es una especie de arácnido  del orden Pseudoscorpionida de la familia Chernetidae.

## Distribución geográfica
Se encuentra en Montana (Estados Unidos).